# Christoph Gerhard

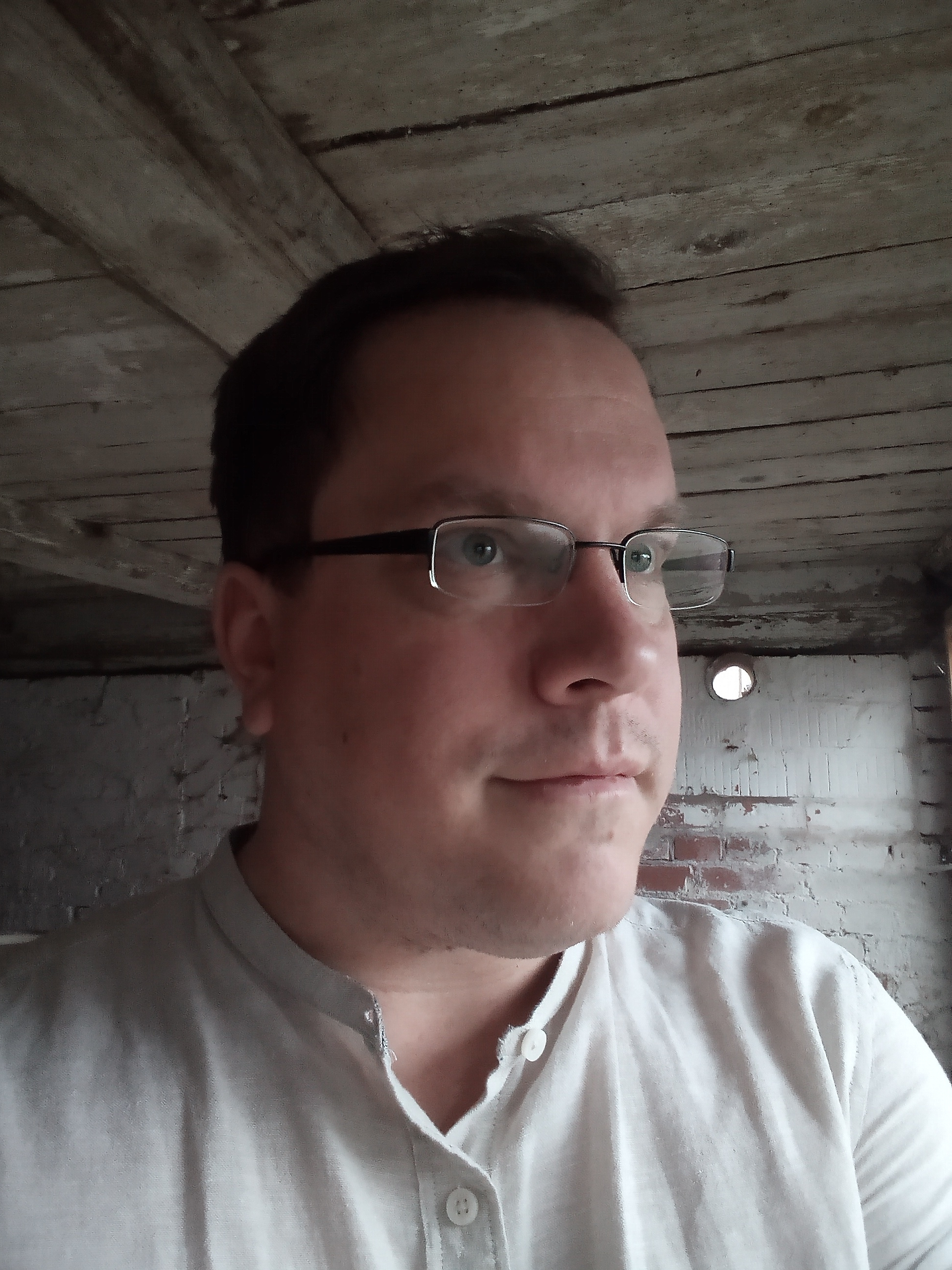
Christoph Gerhard (2020)

Christoph Gerhard (* 18. Juni 1977 in Lich) ist ein deutscher Ingenieur, Hochschullehrer und Autor. 

## Leben
Christoph Gerhard wuchs in Nieder-Ohmen in der hessischen Gemeinde Mücke auf. Nach seinem Abitur am Laubach-Kolleg absolvierte er eine Ausbildung zum Feinoptiker und übte diesen Beruf für einige Jahre in Gießen aus. Im Anschluss daran studierte er Präzisionsfertigungstechnik an der Hochschule für angewandte Wissenschaft und Kunst (HAWK) in Göttingen. Seine Diplomarbeit, die 2009 mit dem Georg-Simon-Ohm-Preis der Deutschen Physikalischen Gesellschaft ausgezeichnet wurde, verfasste er am Institut d’Optique in Frankreich. Nach einigen Jahren als Diplomingenieur in der Industrie und einem berufsbegleitenden Masterstudium im Bereich Optical Engineering/Photonics fertigte er von 2010 bis 2014 seine Dissertation an der Technischen Universität Clausthal an. Für diese Doktorarbeit erhielt er 2015 den 3. Platz des Nachwuchspreises Green Photonics der Fraunhofer-Gesellschaft. Im Jahr 2016 wurde er Gastprofessor an der Polytechnischen Universität Mailand. 2017 erfolgte dann seine Berufung zum Professor für Laser- und Plasmatechnik an der Technischen Hochschule Wildau. Seit 2019 ist er Professor für Physik/Instrumentelle Analytik an der HAWK in Göttingen.
Christoph Gerhard ist zudem als Lehrbuchautor für verschiedene Verlage tätig. Bisher hat er sechs Werke zu den Themenfeldern Optik, Optikfertigung und Lasertechnik veröffentlicht.

## Werke
- C. Gerhard: Lens Design Basics – Optical design problem-solving in theory and practice, IOP Publishing, Bristol (2020) ISBN 978-0-7503-2238-6
- C. Gerhard: Optics Manufacturing: Components and Systems, CRC Taylor & Francis, Boca Raton (2017) ISBN 978-1-4987-6459-9
- C. Gerhard: Tutorium Optik – Ein verständlicher Überblick für Physiker, Ingenieure und Techniker, Springer Verlag, Heidelberg (2016) ISBN 978-3-662-48574-3; zweite Auflage 2020, ISBN 978-3-662-61617-8